# Hatem Ghoula
Hatem Ghoula (in arabo  حاتم غولة‎?, Ḥātim Ġūla; Parigi, 7 giugno 1973) è un marciatore tunisino.

## Palmarès
| Anno | Manifestazione          | Sede     | Evento       | Risultato | Prestazione | Note                                     |
| ---- | ----------------------- | -------- | ------------ | --------- | ----------- | ---------------------------------------- |
| 1996 | Campionati africani     | Yaoundé  | Marcia 20 km | Oro       | 1h29'48"    |                                          |
| 1997 | Giochi del Mediterraneo | Bari     | Marcia 20 km | Bronzo    | 1h25'36"    |                                          |
| 1998 | Campionati africani     | Dakar    | Marcia 20 km | Oro       | 1h31'28"    |                                          |
| 2000 | Campionati africani     | Algeri   | Marcia 20 km | Oro       | 1h25'38"    |                                          |
| 2000 | Giochi olimpici         | Sydney   | Marcia 20 km | 36º       | 1h28'16"    |                                          |
| 2001 | Mondiali                | Edmonton | Marcia 20 km | 10º       | 1h23'14"    |                                          |
| 2001 | Giochi del Mediterraneo | Radès    | Marcia 20 km | Oro       | 1h26'43"    |                                          |
| 2002 | Campionati africani     | Radès    | Marcia 20 km | Oro       | 1h26'42"    |                                          |
| 2003 | Mondiali                | Parigi   | Marcia 20 km | 14º       | 1h21'12"    | Miglior prestazione personale stagionale |
| 2003 | Giochi panafricani      | Abuja    | Marcia 20 km | Oro       | 1h30'32"    |                                          |
| 2004 | Giochi olimpici         | Atene    | Marcia 20 km | 11º       | 1h22'59"    |                                          |
| 2005 | Giochi del Mediterraneo | Almería  | Marcia 20 km | dq        | dq          |                                          |
| 2005 | Mondiali                | Helsinki | Marcia 20 km | 5º        | 1h20'19"    | Miglior prestazione personale stagionale |
| 2006 | Campionati africani     | Bambous  | Marcia 20 km | Argento   | 1h25'02"    |                                          |
| 2007 | Giochi panafricani      | Algeri   | Marcia 20 km | Oro       | 1h22'33"    | Record dei Giochi                        |
| 2007 | Mondiali                | Osaka    | Marcia 20 km | Bronzo    | 1h22'40"    |                                          |
| 2008 | Giochi olimpici         | Pechino  | Marcia 20 km | 27º       | 1h23'44"    |                                          |
| 2008 | Giochi olimpici         | Pechino  | Marcia 50 km | 33º       | 4h03'47"    |                                          |
| 2013 | Mondiali                | Mosca    | Marcia 20 km | 26º       | 1h25'41"    |                                          |
| 2016 | Campionati Africani     | Durban   | Marcia 20 km | 6º        | 1h25'54"    |                                          |